# Reptilienzoo Nockalm
Der Reptilienzoo Nockalm befindet sich im Ortsteil Patergassen der Gemeinde Reichenau in Kärnten, Österreich. Er zählt zu den artenreichsten Ausstellungen lebender Giftschlangen in Europa.
Der ganzjährig geöffnete Reptilienzoo ist seit 1995 der Öffentlichkeit zugänglich und wird von Peter Zürcher geleitet, welcher damit sein Hobby zum Beruf machte. Seit 2020 wird er in der Leitung des Zoos von Carina Zechmann unterstützt. Seit der Eröffnung wurde der Zoo mehrfach erweitert und verfügt über rund 400 Tiere in etwa 135 Terrarien, davon 120 im Innenbereich. Etwa 90 der über 115  Schlangenarten entfallen auf Kobras, Klapperschlangen und Vipern. Darüber hinaus gibt es Echsen, Krokodile, Agakröten, Skorpione, Insekten, Vögel und Vogelspinnen.

## Beispiele von Reptilien
Folgende Reptilien können unter anderem im Zoo beobachtet werden:

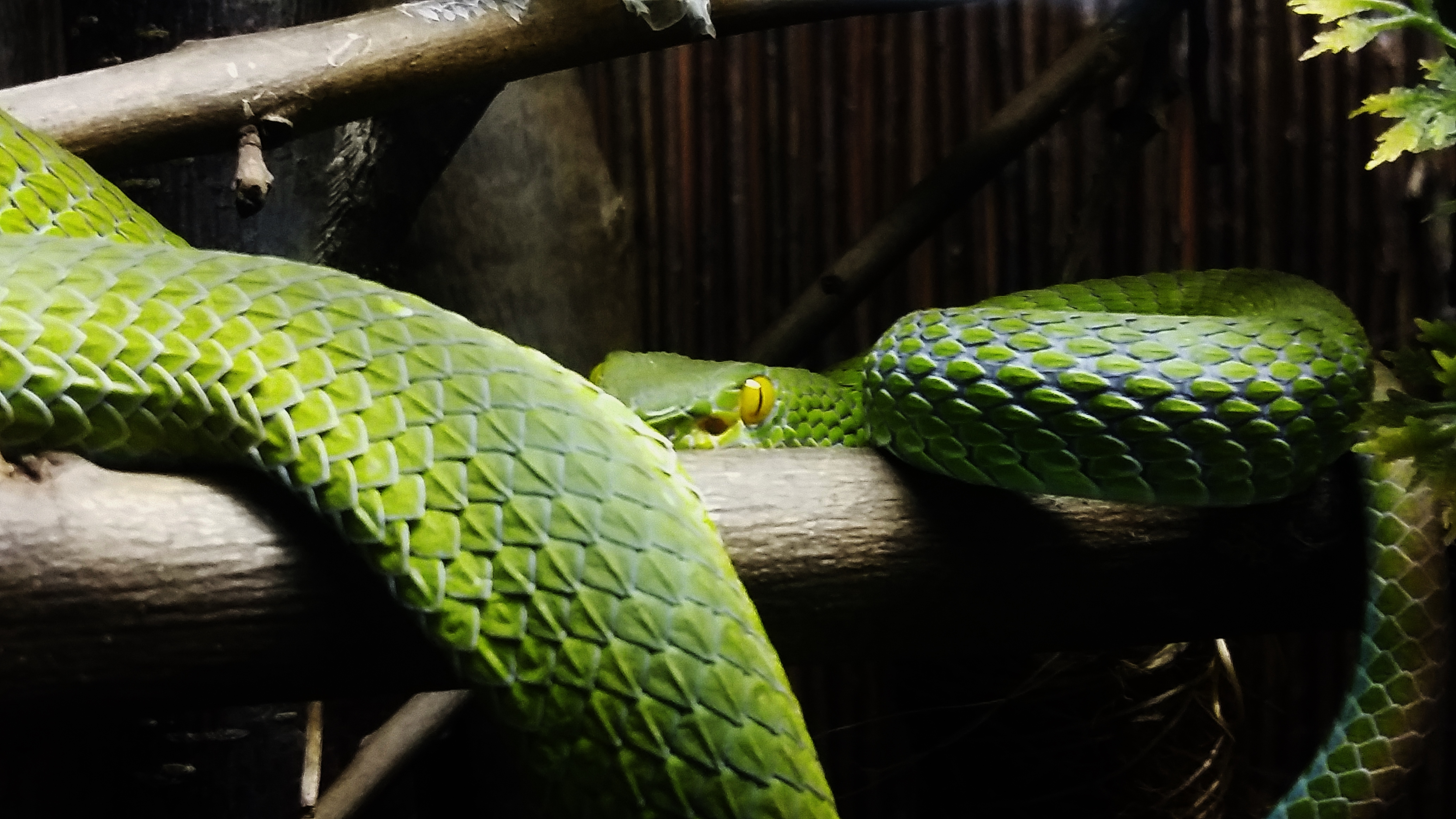
Großaugen-Bambusotter
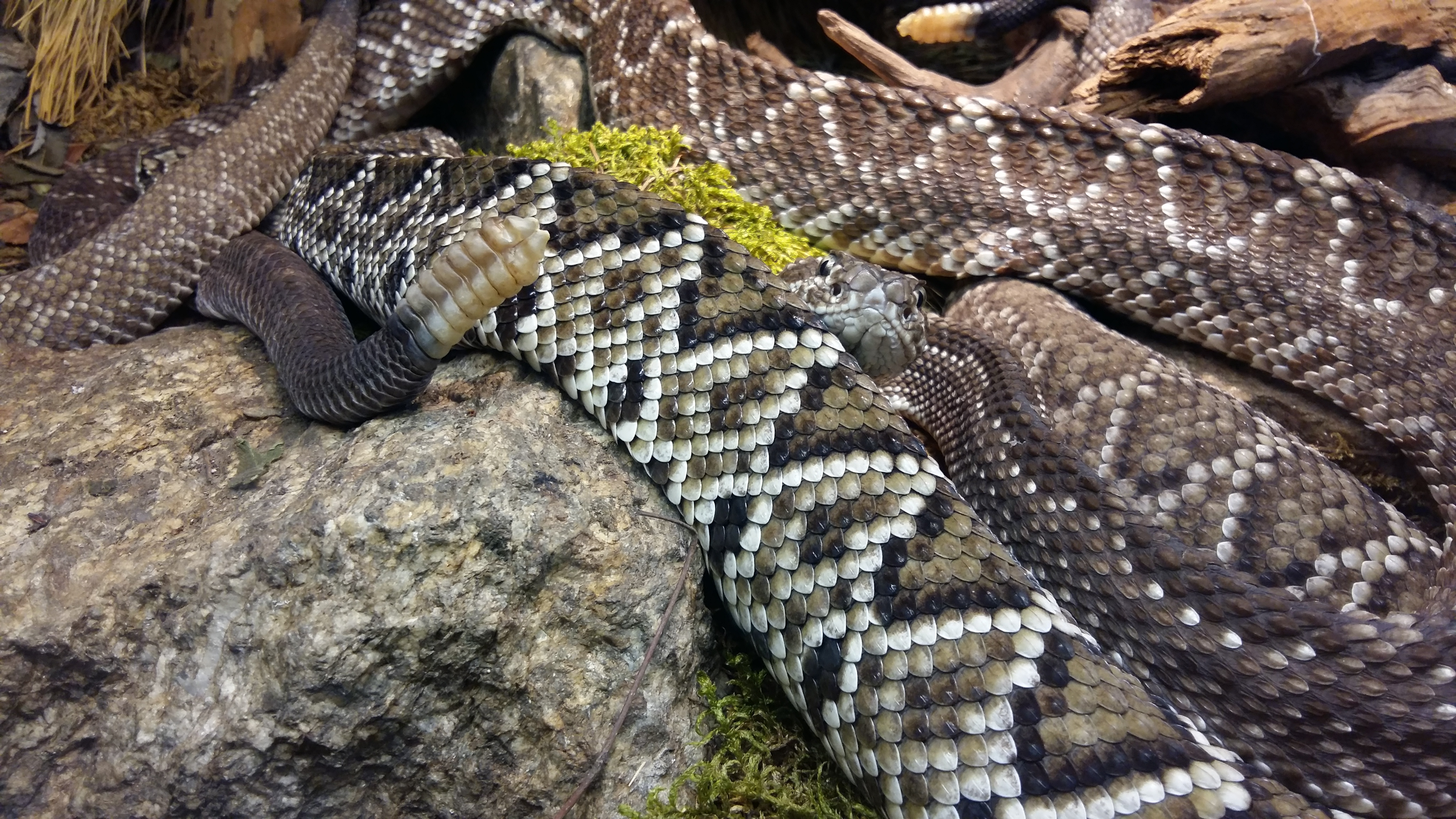
Südamerikanische Klapperschlange
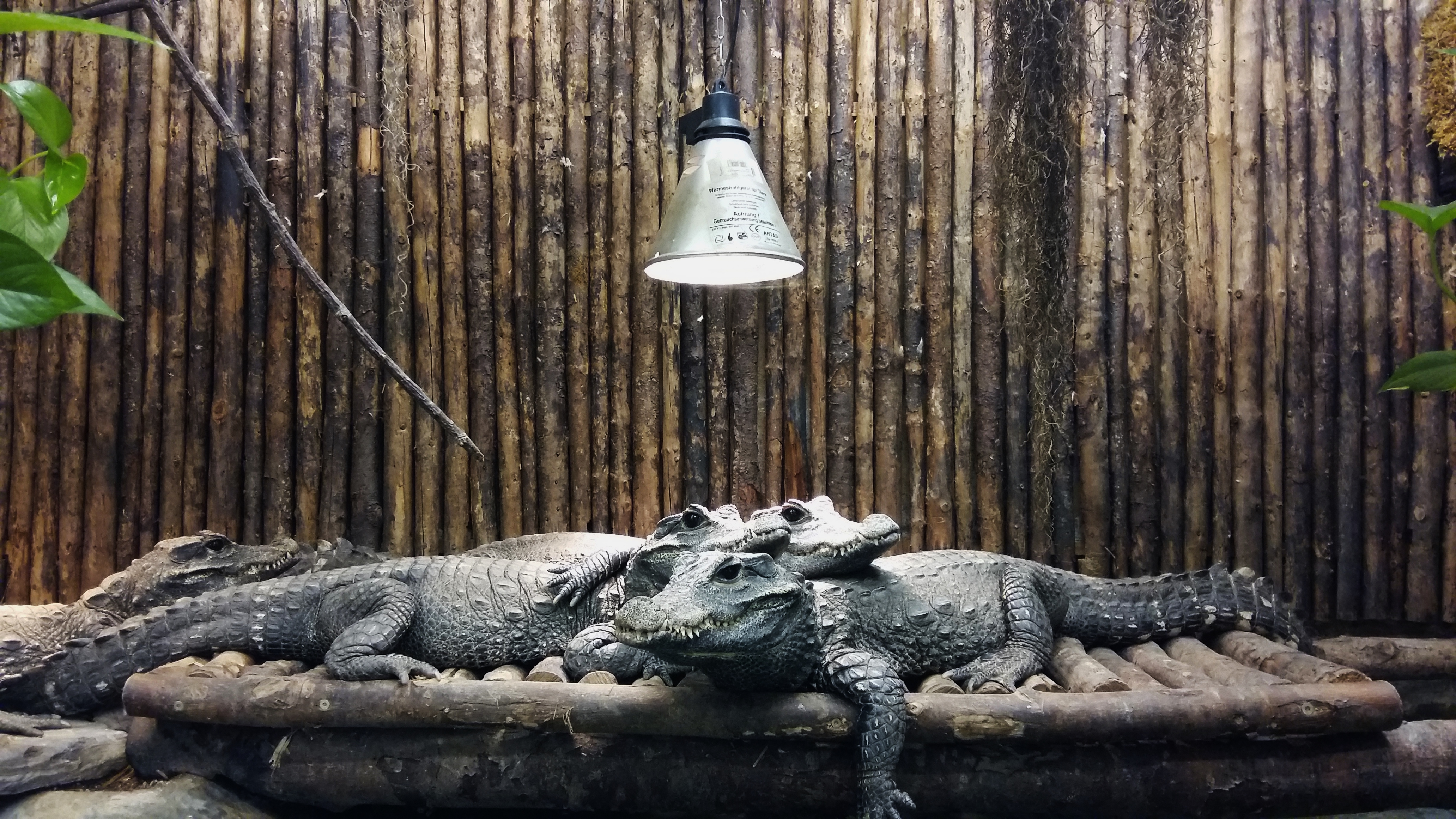
Stumpfkrokodile

## Unfälle
Peter Zürcher war im Jahr 2000 Opfer eines Schlangenbisses. Im März 2011 starb ein Mitarbeiter des Zoos nach dem Biss einer Schauer-Klapperschlange trotz schnell funktionierender Rettungskette innerhalb von etwa 40 Minuten noch am Unglücksort. Es handelte sich dabei um den ersten tödlichen Schlangenbiss in Österreich seit den 1950er Jahren. Im Februar 2015 wurde die Frau von Peter Zürcher beim Füttern von einer Texas-Klapperschlange in die Hand gebissen und nach einer allergischen Reaktion ins Krankenhaus gebracht, überstand den Vorfall jedoch ohne bleibende Schäden.
Koordinaten: 46° 49′ 25,2″ N, 13° 51′ 49,9″ O